# رصد (رصد)

تعديل مصدري - تعديل

رصد هي إحدى قرى عزلة القارة بمديرية رصد التابعة لمحافظة أبين، بلغ تعداد سكانها 862 نسمة حسب تعداد اليمن لعام 2004.